# Daniel Clavero
Daniel Clavero (9 augustus 1968) is een voormalig Spaans wielrenner, beroeps van 1992 tot 2003. Clavero eindigde tweemaal in de top tien van zowel de Ronde van Italië als de Ronde van Spanje.

## Resultaten in voornaamste wedstrijden
| Jaar | Ronde van Italië | Ronde van Frankrijk | Ronde van Spanje |
| ---- | ---------------- | ------------------- | ---------------- |
| 1993 | opgave           |                     |                  |
| 1994 |                  |                     |                  |
| 1995 |                  |                     | 8e               |
| 1996 |                  |                     | 14e              |
| 1997 |                  |                     | 6e               |
| 1998 | 5e               |                     | opgave           |
| 1999 | 9e               |                     |                  |
| 2000 |                  |                     | 68e              |
| 2001 | 26e              |                     | 46e              |
| 2002 | opgave           |                     |                  |
| 2003 | 43e              |                     |                  |

## Ploegen
- Artiach-Royal (1990)
- Artiach (1992-1995)
- MX Onda (1996)
- Estepona en Marcha (1997)
- Vitalicio Seguros (1998-1999)
- Polti (2000)
- Mercatone Uno (2001-2003)